# Les Affinités électives
 (août 2024).
Pour les articles homonymes, voir Les Affinités électives (homonymie).
Les Affinités électives est un roman de Johann Wolfgang von Goethe (1749-1832) publié en 1809.
Goethe s’intéresse toute sa vie aux sciences, que ce soit la minéralogie, la botanique, ou encore l’anatomie. Sa contribution la plus marquante en ce domaine est son Traité des couleurs ((de) Zur Farbenlehre) où il critique la théorie newtonienne. En 1809, il publie son roman Les Affinités électives ((de) Die Wahlverwandschaften), qui compte deux parties de dix-huit chapitres chacune. Il y montre un intérêt scientifique pour les relations humaines, allant jusqu’à proposer un modèle chimique pour rendre compte de leur complexité. Il s’inspire pour cela du chimiste suédois Torbern Olof Bergman. Il détruit par la suite tous les travaux d’élaboration de l’œuvre.

## Résumé
Aux environs de Weimar, Édouard et Charlotte, un couple d’aristocrates unis après un premier mariage, invitent un ami d’enfance d'Edouard, le Capitaine Otto. Puis, malgré le pressentiment funeste de Charlotte, Ottilie, la nièce de Charlotte, belle et orpheline, les rejoint. La description d’une expérience scientifique, celle des « Affinités électives », au chapitre quatre de la première partie, permet déjà de présager la suite de la narration dans laquelle l'attachement de plus en plus exclusif d'Édouard pour Ottilie aura des conséquences funestes.

## Une théorie scientifique, celle des «affinités électives»
Le quatrième chapitre présente, sous le prétexte d’un échange entre les personnages, une véritable théorie scientifique sur les rapports d'attirance et de répulsion entre les éléments chimiques, qui permettent par métaphore de comprendre les relations humaines. En effet, juste après avoir souligné que deux couples d'éléments AB et CD mis en présence se désunissent pour former entre eux une union nouvelle, AC et BD, Charlotte annonce l’arrivée d'Ottilie : les deux couples vont donc être mis en présence et l’expérience pourra commencer. Goethe néanmoins combine la science et le fantastique et attribue aux objets des pouvoirs importants, illustrant ainsi les « liaisons » entre les éléments humains et les éléments objets de son roman.

## Le tragique des passions
Cette recomposition qui va à l’encontre de la morale s'impose aux personnages malgré leur volonté, il s’agit donc bien de tragique au sens classique. L'enfant de Charlotte et Édouard est le premier à succomber à la fatalité. Il a été conçu dans un double adultère moral et, comme Antigone, il est voué à payer pour le crime de ses parents. Premier signe du destin, lors de son baptême, le vieil ecclésiastique meurt. Et c'est en se précipitant pour retrouver Charlotte, après avoir revu Édouard qu'Ottilie provoque involontairement la noyade de l'enfant. Elle avait en quelque sorte donné la vie à cet enfant puisqu'il lui ressemblait de manière troublante ; elle la lui sera aussi retirée. Cette mort en entraîne d'autres à sa suite, celle d'Ottilie, puis d’Édouard.

## Héritages de l’œuvre
- Le sociologue Max Weber s'est inspiré de Goethe
- Magritte a peint une toile de ce nom
- Le critique Walter Benjamin a publié un essai sur cette œuvre
- Stendhal donne ce titre pour nom au septième chapitre de son roman Le Rouge et le Noir
- On peut aussi citer Jules et Jim, film de François Truffaut (adapté du roman du même nom de Henri-Pierre Roché) qui, sans s'en inspirer directement, l'évoque à un moment charnière de l'intrigue, avant que les personnages eux aussi se mélangent pour former de nouvelles combinaisons.